# Chen Liyi
Chen Liyi (chiń. 陈丽怡; ur. 27 kwietnia 1989) – chińska siatkarka grająca na pozycji przyjmującej.

## Sukcesy klubowe
Klubowe mistrzostwa Azji:
- 2011/12
- 2008/09, 2013/14
- 2016/17

## Sukcesy reprezentacyjne
Mistrzostwa Azji:
- 2011

Igrzyska Azjatyckie:
- 2010

Mistrzostwa świata U-18:
- 2007

Puchar Świata:
- 2011